# Eurasia International Film Festival
Das Eurasia International Film Festival (Eurasiaiff) (russisch Кинофестиваля «Евразия») ist das größte internationale Filmfestival in Kasachstan. Es fand das letzte Mal vom 21. bis 25. September 2010 in der ehemaligen kasachischen Hauptstadt Almaty statt.

## Geschichte
Das Eurasia International Film Festival fand erstmals 1998 mit Unterstützung der Gemeinschaft unabhängiger Staaten und der Baltischen Staaten in Almaty statt. Ursprünglich war geplant, dass das Festival jedes Jahr in einer anderen Stadt in der ehemaligen Sowjetunion stattfindet. Das Programm bestand aus Spielfilmen, Dokumentarfilmen und Animationsfilmen aus den teilnehmenden Staaten.
Nach sieben Jahren wurde das Eurasia International Film Festival zum zweiten Mal vom 26. September bis 2. Oktober 2005 veranstaltet. Das Festival stand unter der Schirmherrschaft der Regierung der Republik Kasachstan und dem nationalen Filmproduzenten Kasachfilm. Es wurden Produktionen aus  Europa, Asien und Amerika gezeigt. Das Festival verzeichnete bereits mehr als 40.000 Besucher.
Das dritte Filmfestival fand 2006 statt. Diesmal wurden neben den Filmen aus Europa und der GUS auch Filme aus zentralasiatischen Ländern gezeigt. 2007 wurden 78 Filme aus 22 Ländern eingereicht.
Im Jahr 2008 fand das Eurasia International Film Festival nicht in Almaty statt, sondern wurde anlässlich des Jubiläums "10 Jahre Hauptstadt Kasachstans" in die Hauptstadt Astana verlegt. Erstmals standen hauptsächlich Filme aus Zentralasien im Zentrum des Festivals.
Das sechste Festival fand im September 2010 statt. Es wurden Filme aus Kasachstan, der Türkei, Russland, Kirgisistan, Usbekistan und Aserbaidschan vorgeführt.

## Preise
Die internationale Jury des Festivals vergibt folgende Preise:
- Bester neuer Schauspieler
- Bester Schauspieler
- Beste Schauspielerin
- Beste Regie
- Bester Film